# Сорока, Николай Федорович
Николай Федорович Сорока —(р. 2 января 1949 (76 лет) в с. Осинники, Дмитровичский сельсовет (Брестская область), Каменецкий район, Брестская область, Белорусская ССР, СССР ) — белорусский врач, учёный

## Биографические сведения
В 1972 г. с отличием окончил лечебный факультет Минского государственного медицинского института. С 1975 года по настоящее время работает в УО «Белорусский государственный медицинский университет», где прошел путь от аспиранта до заведующего кафедрой. В 1995 году присвоено ученое звание профессора.
В 1978 г. защитил диссертацию на соискание ученой степени кандидата медицинских наук, а в 1992 г. – на соискание ученой степени доктора медицинских наук.

## Научный интерес
Н.Ф.Сорока является специалистом  в области терапии и ревматологии, один из ведущих ученых в области клинической медицины, внесший значительный вклад в разработку новых методов диагностики и лечения заболеваний внутренних органов.  Основные научные работы фундаментального и прикладного характера выполнены в области ревматологии и посвящены изучению факторов риска, иммунологических процессов, клинических проявлений, диагностике и способам лечения ревматических заболеваний. Им сформулирована
- оригинальная концепция биохимической гетерогенности ревматоидного артрита
- проведены крупные исследования по изучению:
  - гормонального и иммунологического статуса
  - иммуногенетических маркеров
  - роли апоптоза лимфоцитовпри системных заболеваниях соединительной ткани
  - донозологической стадии ревматоидного артрита
  - роли вирусных и бактериальных  инфекций при заболеваниях суставов
  - использованию клинических и лабораторных методов в диагностике системных заболеваний соединительной ткани и заболеваний суставов,
  - изучению факторов активности и разработке методов замедления прогрессирования волчаночного нефрита
  - применению генно-инженерных биологических препаратов в ревматологии
  - изучению биомаркеров и побочных реакций лекарственных средств
  - механизмов действия и внедрению  новых лекарственных средств для лечения заболеваний суставов.

Им впервые выявлены генетические и инфекционные факторы,значительно повышающие риск развития вторичного амилоидоза при ревматоидном артрите, предложен способ профилактики данного осложнения, разработана концепция ревматоидного артрита, ассоциированного с хламидийной инфекцией,  установлена этиология и предложеныпринципиально новые подходы к лечению синдрома Стилла у взрослых. Ряд значимых исследований выполнены в области пульмонологии (оценка степени тяжести пневмоний, антибиотикотерапия пневмоний, эфферентные методы лечения бронхиальной астмы), кардиологии (роль альфа-фактора некроза опухоли при хронической сердечной недостаточности, диагностика и лечение миокардитов), гастроэнтерологии (суточная рН-метрия, фармакоэкономика в лечении дуоденальных язв) и гематологии (артропатии при гемофилии).

## Научная и педагогическая деятельность
Под руководством  Н.Ф.Сороки защищено 23 кандидатских и 3 докторских диссертации. В настоящее время осуществляет руководство 1 докторской и 4 кандидатскими диссертациями. Автор более 600 научных работ, в том числе 22 монографий, руководств и справочников, 10 брошюр, 11 патентов и авторских свидетельств на изобретения. Под его руководством успешно  выполнено 15 проектов в рамках ГНТП. В практику здравоохранения внедрил ряд новых методов диагностики и лечения. Министерством здравоохранения утверждено более 20 инструкций по применению  и методических рекомендаций. Опытный и высококвалифицированный клиницист в области терапии. На протяжении 20 лет является руководителем республиканского центра ревматологии, в течение 15 лет был главным внештатным ревматологом Минздрава. Автор типовых учебных программ для студентов медицинских университетов страны по учебным дисциплинам «Внутренние болезни» и «Клиническая иммунология, аллергология». Активен в пропаганде достижений науки и медицинских знаний в периодической печати. О высоком  международном научном авторитете профессора Н.Ф.Сороки в области терапии свидетельствует избрание его Почетным членом ассоциации ревматологов России, Украины и Польши, Почетным членом американского колледжа интернистов,  ассоциации интернистов  Польши. Академией медицинских наук Украины награжден золотой медалью академика Н.Д. Стражеско (2009).

## Научно-организационная  работа
Н.Ф.Сорока ведет большую научно-организационную  работу:
- В течение 6 лет был членом президиума ВАК Беларуси.

Является
- председателем Белорусского общества терапевтов
- членом правления республиканского общества кардиологов
- членом Правления Ассоциации ревматологов России
- членом  совета по защите докторских диссертаций
- председателем методической комиссии терапевтических дисциплин в БГМУ
- председателем комиссии по изданию учебной медицинской литературы при Министерстве образования
- членом редколлегий или редакционных советов медицинских журналов
  - «Здравоохранение»
  - «Медицинские новости»
  - «Рецепт»
  - «Проблемы здоровья и экологии»
  - «ARSMedica» (Беларусь)
  - «Научно-практическая ревматология» (Россия)
  - «Украинский ревматологический журнал» (Украина)
  - «Rheumatology» (Польша)
  - «InternationalJournalofBiomedicine» (США).

## Награды и знаки отличия
Награждён Почётными грамотами
- Совета Министров, Национального собрания
- Госкомитета по науке и технологиям
- ВАК Беларуси
- Министерства здравоохранения и Министерства образования Республики Беларусь.

Имеет почетные знаки
- «Отличник здравоохранения Республики Беларусь» (2000)
- «Отличник печати Республики Беларусь» (2009)
- Дважды был удостоен персональной надбавки Президента Республики Беларусь за выдающийся вклад в развитие здравоохранения Республики Беларусь.